# Ванчозеро (озеро, Муезерской район)
Ванчозеро — озеро на территории Ругозерского сельского поселения Муезерского района Республики Карелии.

## Общие сведения
Площадь озера — 5 км², площадь водосборного бассейна — 22,4 км². Располагается на высоте 130 метров над уровнем моря.
Форма озера лопастная, продолговатая: оно вытянуто с севера на юг. Берега каменисто-песчаные, местами заболоченные.
Из северной оконечности озера вытекает ручей Ванчоя, втекающий по правому берегу в реку Ругу. Руга впадает в реку Онду, втекающую, в свою очередь, в Нижний Выг.
В озере расположены два небольших безымянных острова.
Рыбы: щука, плотва, лещ, налим, окунь, ёрш.
К северу от озера проходит трасса А137 («Р21 („Кола“) — Тикша — Ледмозеро — Костомукша — граница с Финляндской Республикой»).
Код объекта в государственном водном реестре — 02020001311102000008142.

## Панорама

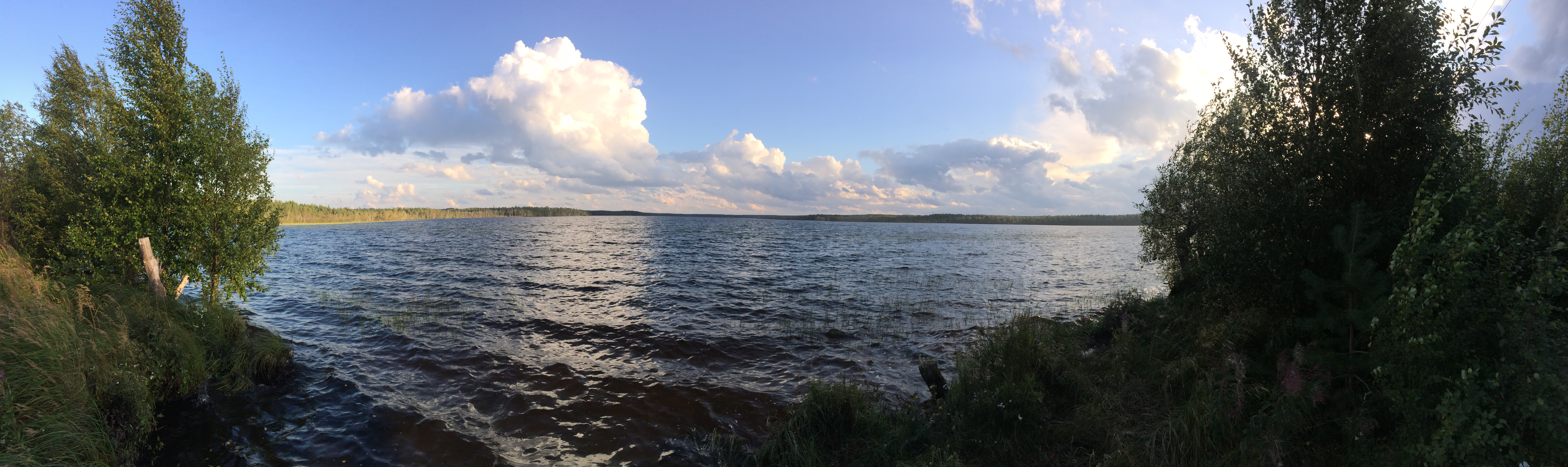
Панорама